# Голови центрального митного органу України
Список персон, які очолювали центральний орган виконавчої влади України, що керував митницею в Україні.

## Державний митний комітет України (1991-1996)
| № | Час повноважень                  | Портрет | Ім'я                      |
| 1 | 11 грудня 1991 — 11 березня 1993 |         | Коваль Олексій Михайлович |
| 2 | 11 березня 1993 — 14 жовтня 1994 |         | Колос Анатолій Вікторович |
| 3 | 14 жовтня 1994 — 11 липня 1995   |         | Кравченко Юрій Федорович  |
| 4 | 11 липня 1995 — 22 квітня 1998   |         | Деркач Леонід Васильович  |

## Державна митна служба України (1996—2012)
| № | Час повноважень                     | Портрет | Ім'я                                  |
| 1 | 11 липня 1995 — 22 квітня 1998      |         | Деркач Леонід Васильович              |
| 2 | 07 травня 1998 — 12 листопада 2001  |         | Соловков Юрій Петрович                |
| 3 | 22 листопада 2001 — 25 лютого 2005  |         | Каленський Микола Миколайович         |
| 2 | 4 березня 2005 — 8 вересня 2005     |         | Скомаровський Володимир Володимирович |
| 3 | 23 вересня 2005 — 24 грудня 2007    |         | Єгоров Олександр Борисович            |
| 4 | 24 грудня 2007 — 28 січня 2009      |         | Хорошковський Валерій Іванович        |
| 5 | 28 січня 2009 — 22 березня 2010     |         | Макаренко Анатолій Вікторович         |
| 6 | 22 березня 2010 — 22 листопада 2012 |         | Калєтнік Ігор Григорович              |

## Міністерство доходів і зборів України (2012-2014)
| № | Час повноважень                 | Портрет | Ім'я                          |
| 1 | 24 грудня 2012 — 27 лютого 2014 |         | Клименко Олександр Вікторович |

## Державна фіскальна служба України (2014-2019)
| №     | Час повноважень                   | Портрет | Ім'я                        |
| 1     | 01 березня 2014 — 24 лютого 2015  |         | Білоус Ігор Олегович        |
| 2     | 05 травня 2015 — 03 березня 2017  |         | Насіров Роман Михайлович    |
| в. о. | 03 березня 2017 — 05 вересня 2018 |         | Продан Мирослав Васильович  |
| в. о. | 05 вересня 2018 — 17 липня 2019   |         | Власов Олександр Сергійович |

## Державна митна служба України (2019-2024)
| №     | Час повноважень                       |  | Портрет | Ім'я                           |
| 1     | 05 липня 2019 — 24 квітня 2020        |  |         | Нефьодов Максим Євгенович      |
| в. о. | 24 квітня 2020 — 19 серпня 2020       |  |         | Муратов Ігор Михайлович        |
| в. о. | 19 серпня 2020 — 22 жовтня 2020       |  |         | Павловський Андрій Віталійович |
| в. о. | 22 жовтня 2020 — 18 листопада 2020    |  |         | Єнтіс Євгеній Федорович        |
| 2     | 18 листопада 2020 — 04 листопада 2021 |  |         | Рябікін Павло Борисович        |
| в.о.  | 05 листопада 2021 — 01 лютого 2023    |  |         | Демченко Вячеслав Вадимович    |
| в.о.  | 02 лютого 2023 —                      |  |         | Звягінцев Сергій Борисович     |